# Woronienka (stacja kolejowa)
Woronienka (ukr. Вороненко, ros. Вороненка) – stacja kolejowa w miejscowości Woronienka, w rejonie nadwórniańskim, w obwodzie iwanofrankiwskim, na Ukrainie. Budynek dworcowy zbudowany w stylu galicyjskim.

## Historia
Od 15 czerwca 1928, gdy wznowiono ruch na linii, po jej odbudowie ze zniszczeń wojennych, była polską stacją graniczną na granicy z Czechosłowacją, a od 1939 z Węgrami, będąc najdalej na wschód położonym polsko-czechosławackim/węgierskim kolejowym przejście granicznym. Po stronie czechosłowackiej (węgierskiej) stacją graniczną była Jasiňa/Kőrösmező. W latach 1928–1939 w Woronience istniał urząd celny podległy Dyrekcji Ceł we Lwowie, przeniesiony następnie do Kőrösmező.
Po wrześniu 1939 na granicy pomiędzy okupowanym przez Niemców terytorium polskim (Generalnym Gubernatorstwem) a Węgrami. Po II wojnie światowej przyłączono te tereny do Związku Radzieckiego i stacja utraciła nadgraniczny charakter.